# Чучулигата
„Чучулигата“ (на турски: Çalıkuşu) е роман на Решат Нури от 1922 г. за съдбата на млада турска учителка на име Фериде.

## Сюжет
Събитията в романа се развиват в началото на ХХ век, близо до разпадането на уморената от войни Османска империя и създаването на Турската република. По-голямата част от романа е разказана във формат на дневник от първо лице от Фериде. В първия раздел Фериде описва детството си от началото до събитията, които я отвеждат в странна хотелска стая. Втората и най-голяма част се състои от записи в дневника, описващи нейните приключения в Анадола. Третата част е единствената, написана от гледна точка на трето лице, описваща връщането на Фериде при семейството ѝ.
Фериде е осиротяла дъщеря на офицер от армията. Като тийнейджърка тя посещава лицея „Дам дe Сион“, а летните ваканции прекарва при една от сестрите на покойната си майка. През ученическите си години получава прякора „Чучулигата“ заради своята жизненост и пакостливост. Тези две характеристики се считат за необичайни и дори малко неподходящи за мюсюлманските момичета по това време.
Фериде се сгодява за своя очарователен братовчед Камран, когото напуска вечерта преди сватбата им, след като открива, че той ѝ е изневерил. Тя бяга от дома си, за да стане учителка в Анадола, въпреки че остава отчаяно влюбена в Камран. Тя е принудена да се мести от град на град няколко пъти през първите си три години като учителка в резултат на некомпетентността на чиновниците, злобата на колегите и нежеланото внимание, което получава от мъжете заради красотата и жизнерадостта си.
Междувременно тя осиновява малко момиченце на име Мунисе, открива, че Камран се е оженил за жената, с която е изневерил на Фериде, и развива приятелство с Хайрула Бей, възрастен военен лекар, който се отнася към Фериде с бащинска обич. В края на тези три години Мунисе умира и Фериде е принудена да напусне поста си и да се омъжи за доктора заради слуховете за нейното „непристойно поведение“.
Няколко години по-късно Фериде се връща в Текирдаг, за да посети една от лелите си и братовчедка си Мюджган, където отново се среща с Камран, вече овдовял и с малко дете, 

## В България
„Чучулигата“ е издадена в България за първи път през 1944 г. в превод от Вл. Владимиров. Претърпява множество издания през годините:
- 1968 г., изд. „Народна просвета“, пр. Парашкев Парушев;
- 1970 г., изд. „Народна култура“, пр. Парашкев Парушев;
- 1980 г., изд. „Народна култура“, пр. Сюлейман Хафъзов;
- 1991 г., изд. „Златорог“, пр. Сюлейман Хафъзов;
- 2009 г., ИК „Унискорп“, пр. Светлана Григорова, преиздадена през 2015 г.

## Адаптации
- През 1966 г. романът „Чучулигата“ е екранизиран в едноименен филм с продължителност 150 мин. Главните роли са на Тюркан Шорай и Картал Тибет.
- През 1986 г. романът е екранизиран в едноименна телевизионна поредица с участието на Айдан Шенер и Кенан Калав.
- Две неуспешни телевизионни адаптации са направени през 2005 г. и 2013 г.
- „Чучулигата“ е адаптиран за театрални и балетни постановки няколко пъти.